# Andrena graecella
Andrena graecella är en biart som beskrevs av Warncke 1965. Andrena graecella ingår i släktet sandbin, och familjen grävbin. Inga underarter finns listade i Catalogue of Life.